# Brachinus sublaevis
Brachinus sublaevis är en skalbaggsart som beskrevs av Maximilien de Chaudoir. Brachinus sublaevis ingår i släktet Brachinus och familjen jordlöpare. Inga underarter finns listade i Catalogue of Life.